# Elsbeth
Elsbeth ist ein weiblicher Vorname und ein Familienname. Elsbeth ist eine Variante von Elisabeth.

## Namensträger

### Vorname
- Elsbeth von Ameln (1905–1990), deutsche Juristin
- Elsbeth Borchart (1878–??), deutsche Schriftstellerin
- Elsbeth Ebertin (1880–1944), deutsche Astrologin und Graphologin
- Elsbeth Gropp (1885–1974), deutsche Fotografin
- Elsbeth Heise (1892–1977), deutsche Krankenschwester
- Elsbeth Hügline (um 1480–1528), deutsche Märtyrerin der Täuferbewegung
- Elsbeth Janda (1923–2005), deutsche Conférencière und Kabarettistin
- Elsbeth Juda (1911–2014), britische Fotografin, Publizistin und Kunstsammlerin
- Elsbeth Kasser (1910–1992), Schweizer Krankenschwester
- Elsbeth von Keudell (1857–1953), deutsche Krankenschwester und Oberin
- Elsbeth Krukenberg-Conze (1867–1954), deutsche Schriftstellerin und Frauenrechtlerin
- Elsbeth Kupferoth, deutsche Künstlerin
- Elsbeth Lange (1928–2009), deutsche Palynologin
- Elsbeth Maag (* 1944), Schweizer Lyrikerin
- Elsbeth Montzheimer (1858–1926), deutsche Schriftstellerin
- Elsbeth Mordo (* 1929), deutsche Politikerin (Bündnis 90/Die Grünen)
- Elsbeth von Nathusius (1846–1928), deutsche Schriftstellerin
- Elsbet Orth (1937–1991), deutsche Historikerin, Hochschullehrerin
- Elsbeth Plehn (1922–2001), deutsche Sängerin, Gesangspädagogin und Hochschullehrerin
- Elsbeth Rickers (1916–2014), deutsche Politikerin (CDU)
- Elsbeth Schragmüller (1887–1940), deutsche Spionin
- Elsbeth Siebenbürger (1914–2007), deutsche Bildhauerin
- Elsbeth Sigmund (* 1942), Schweizer Schauspielerin
- Elsbeth Stagel (um 1300–um 1360), Schweizer Nonne und Priorin
- Elsbeth Stern (* 1957), deutsche Psychologin
- Elsbeth Straub (* 1979), niederländische Biathletin und Skilangläuferin
- Elsbeth Walch (1921–2012), deutsche Schriftstellerin
- Elsbeth Weichmann (1900–1988), deutsche Politikerin (SPD)
- Elsbeth Wolffheim (1934–2002), deutsche Literaturhistorikerin, Slawistin, Übersetzerin und Autorin
- Elsbeth Zimmermann, Schweizer Politikerin (EVP)

### Familienname
- Thomas Elsbeth (um 1555–1624/1630), deutscher Komponist

## Ort
- Elsbeth (Unterreit) ist außerdem eine ehemalige Gemeinde, heute ein Ortsteil der Gemeinde Unterreit im bayrischen Landkreis Mühldorf am Inn